# ラブリーデイ
ラブリーデイ（欧字名:Lovely Day 香:朗日清天、2010年1月30日 - ）は日本の競走馬・種牡馬。主な勝ち鞍は2015年の宝塚記念、天皇賞（秋）。
2015年、開催初日の中山金杯で重賞初制覇を果たしてから最終日の有馬記念（5着）まで10戦し、距離の壁に阻まれながらもGI2勝を含む重賞6勝という成績を挙げた。2015年のJRA賞最優秀4歳以上牡馬。
馬名の意味は、「素晴らしいお天気の一日」。

## 経歴

### 2歳時（2012年）
新馬戦では好位からの抜け出しを図り見事1着。
続く野路菊Sでは新馬戦の時より上がり3Fが3.6秒早いペースで進んだ。最後にサンマルホームと並んだが僅かな差で2連勝を飾った。続く京王杯2歳Sでは7番人気で出走。道中は有利に進めたがエーシントップの2着と敗れる。
続く朝日杯FSでは、主戦騎手の川田将雅と代わりにクリストフ・ルメール (C.ルメール)騎手が手綱をもった。レースでは、最後の直線で伸びを欠いて7着に惨敗してしまった。

### 3歳時（2013年）
アーリントンカップから始動したが5着。クラシック参戦も惨敗が続いた。8月4日の小倉記念、11月30日の金鯱賞はともに2着と好走する。暮れの有馬記念は12着と大敗しこの年を終える。

### 4歳時（2014年）
3月15日の中日新聞杯から始動し3着。4月26日のメトロポリタンステークスで久々の勝利を挙げる。しかしその後は惨敗が続いた。

### 5歳時（2015年）
1月4日の2015年初戦となった中山金杯ではしっかりとした位置取りから一気に抜け出し先頭に立ちそのまま持って逃げ切り、2013年皐月賞でロゴタイプが記録したタイムを0秒2更新するレコード勝ちを収める。
続く京都記念で単勝オッズ1.8倍のハープスター、復帰初戦となるキズナを破って2連勝を飾った。
続く阪神大賞典 (阪神3000m)、天皇賞・春 (京都3200m)の長距離2走は、6着・8着と振るわなかったが、距離を2000mに縮めた次走のG3・鳴尾記念では2着のマジェスティハーツに0.3秒の差をつけ、2馬身差の快勝。
続く宝塚記念では6番人気で出走。同レース3連覇の期待がかかって圧倒的な1番人気に支持されたゴールドシップがスタートで大きく立ち遅れる波乱の展開の中でレースを思い通りに進め、最後の直線では同馬主のデニムアンドルビーとの叩き合いを制し、6度目のGI挑戦にしてG1初制覇を達成した。そして流れに乗ったラブリーデイは京都大賞典を勝った後、天皇賞・秋に出走し、安定した走りを見せ勝利を遂げ、これで鳴尾記念から重賞4連勝となった。そして、迎えたジャパンカップではその勢いから1番人気に推された。レースでは、最後の直線残り200mで1度は先頭に立ったもののショウナンパンドラ、ラストインパクトに交わされ3着となった。
続く有馬記念では、ゴールドシップに次ぐ2番人気に支持されたが、早めに抜け出したゴールドアクターの5着に終わった。

この年ラブリーデイは、重賞6勝（うちGI2勝）を挙げ、2015年のJRA賞最優秀4歳以上牡馬に輝いた。

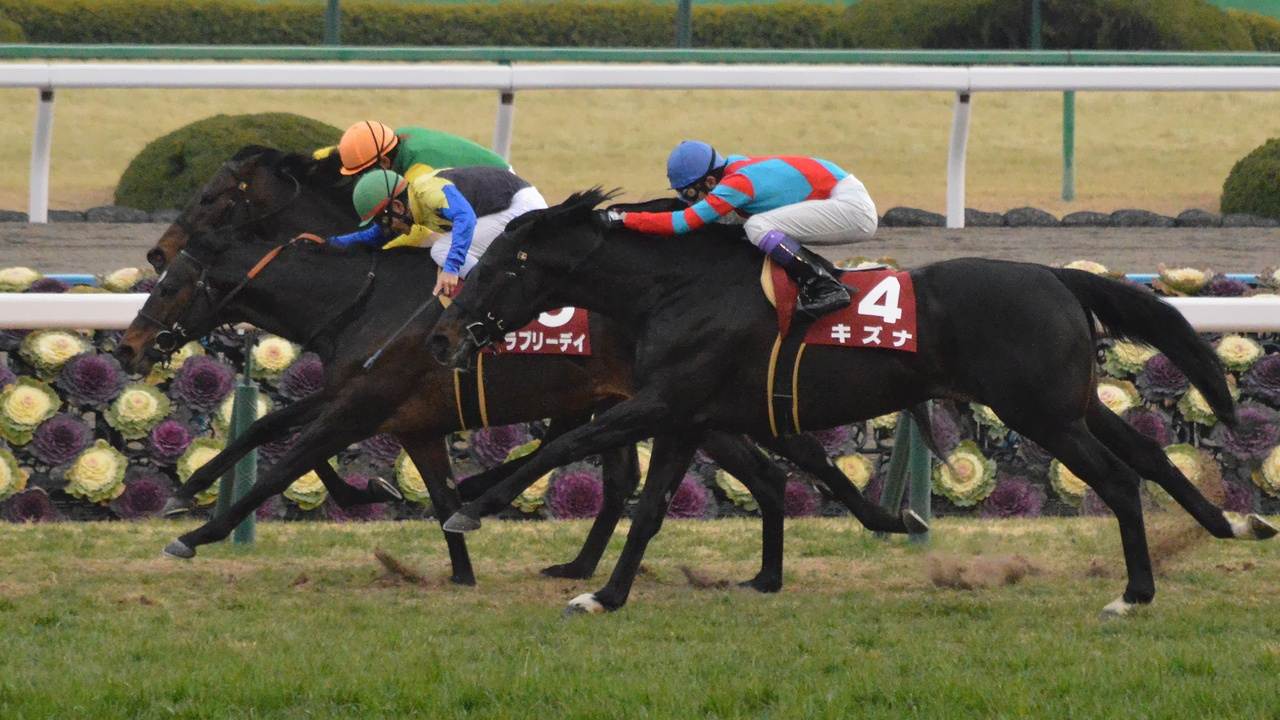
京都記念
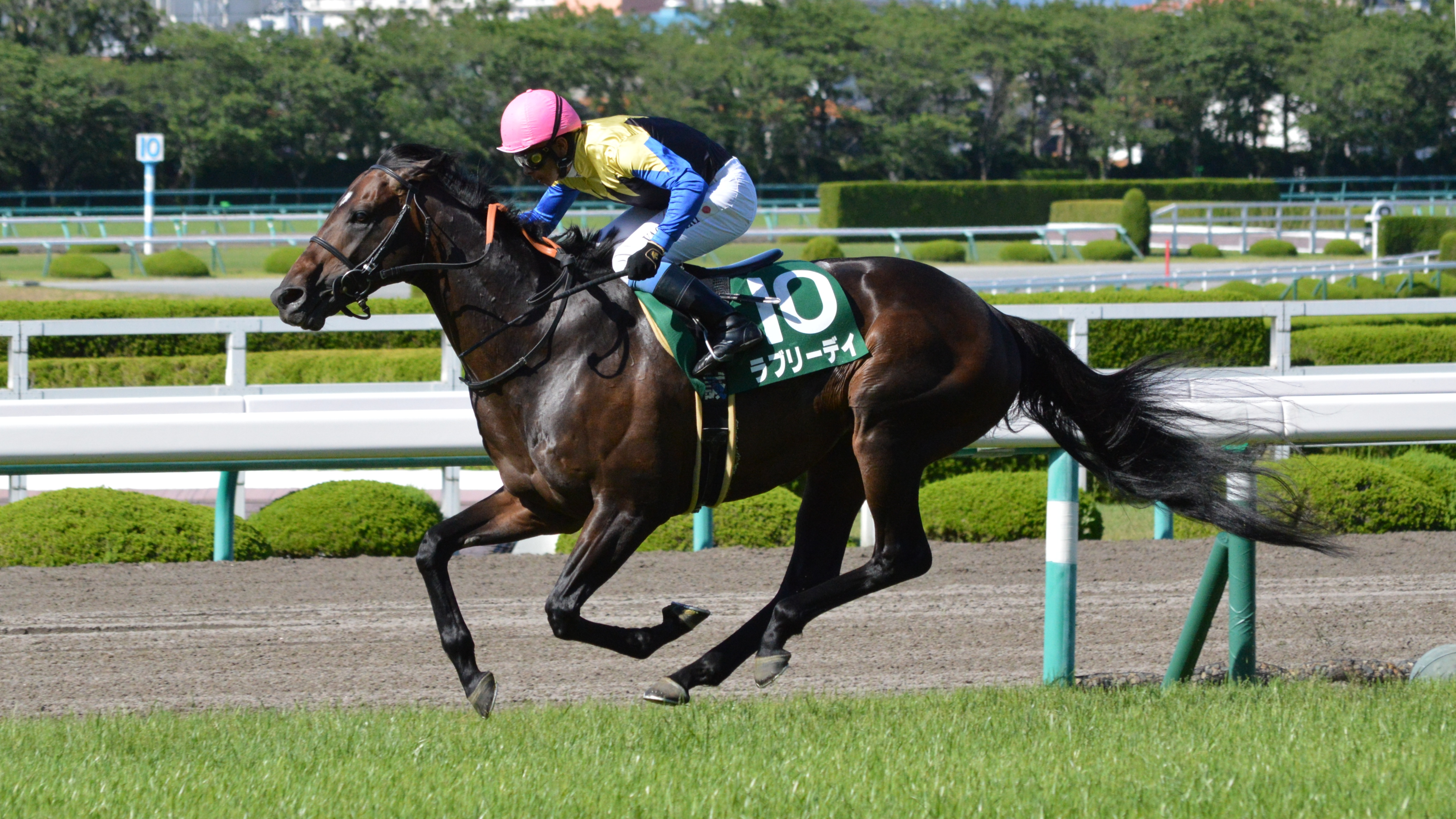
鳴尾記念
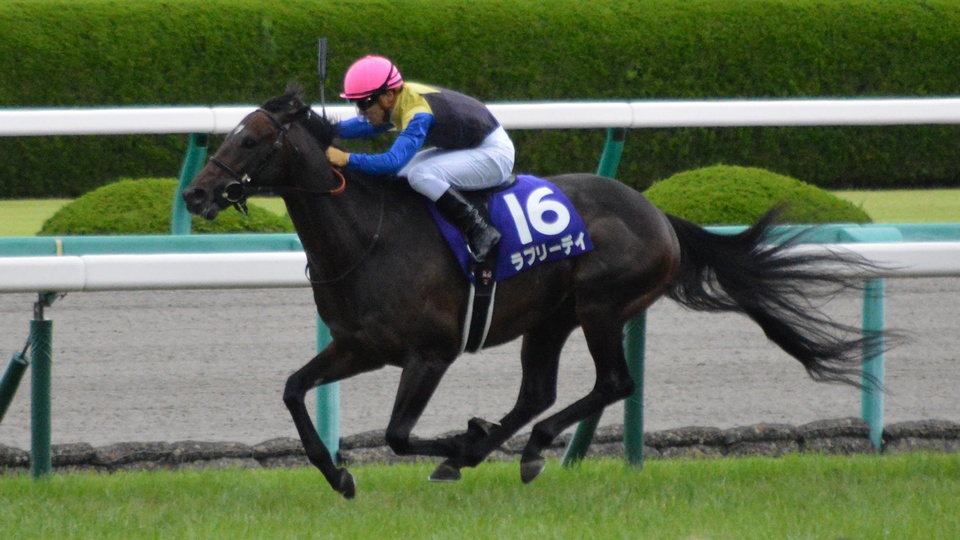
宝塚記念
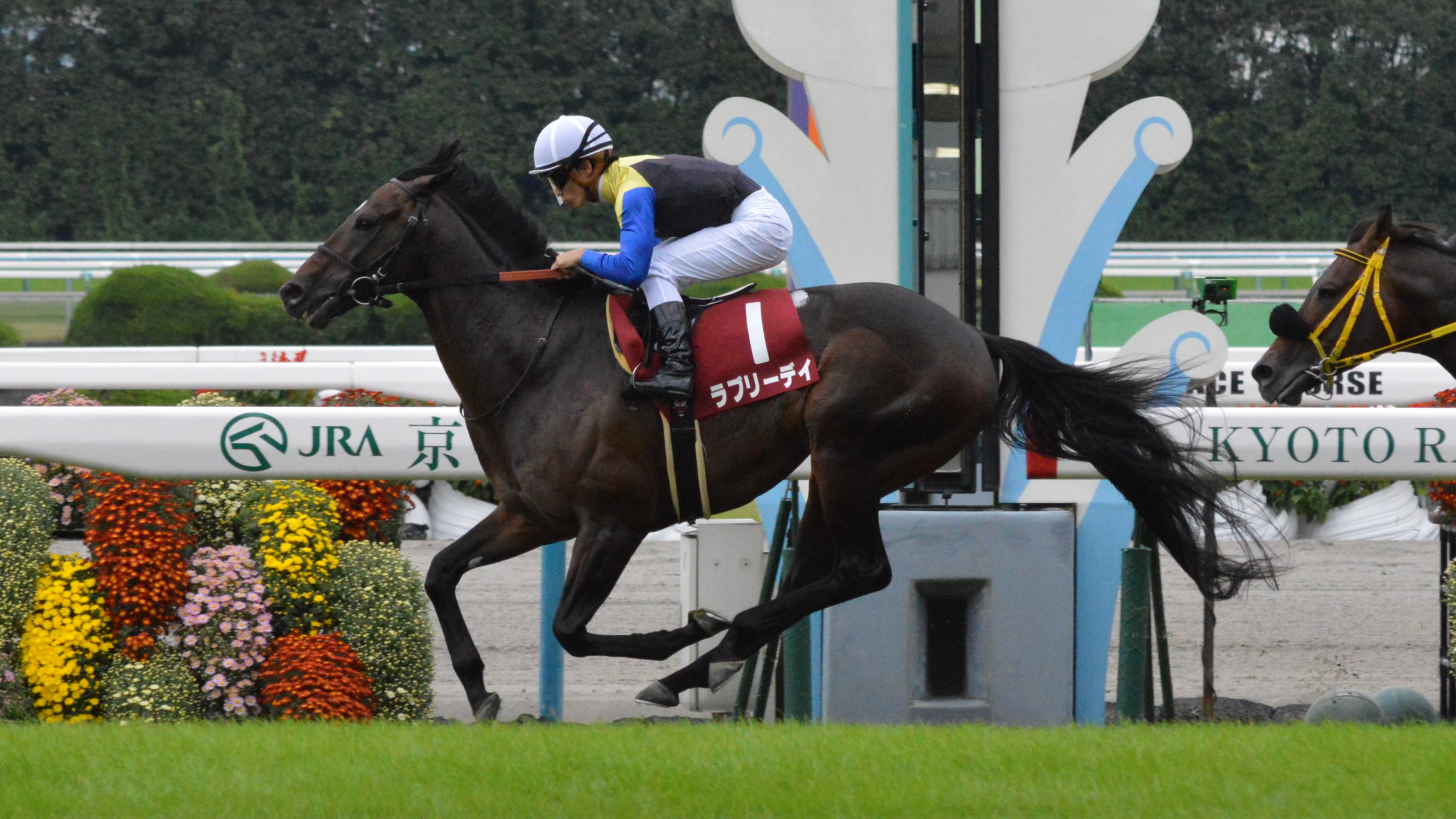
京都大賞典
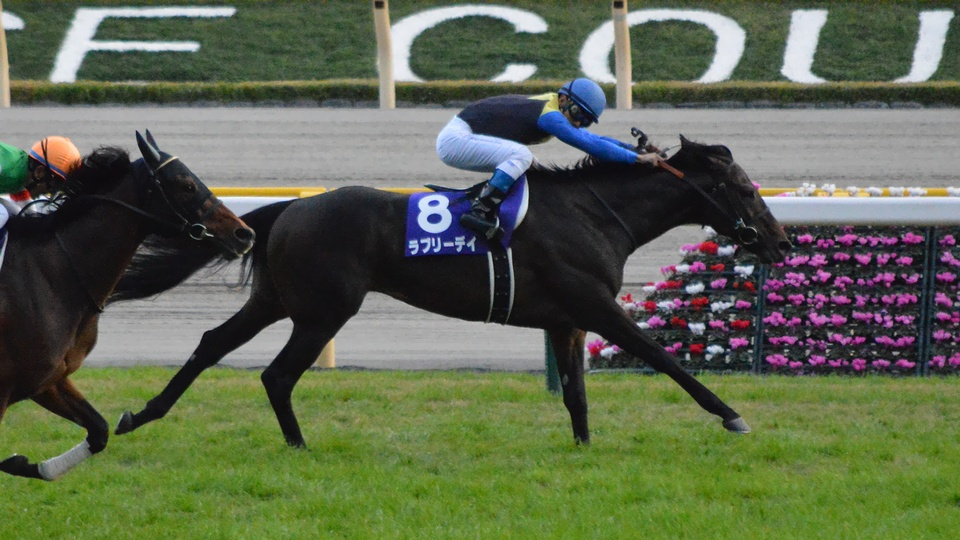
天皇賞（秋）

### 6歳時（2016年）
年内初戦として出走した産経大阪杯 (GII) では1番人気に推されるも4着。その後、香港に遠征し、クイーンエリザベス2世カップに出走。直線では2番手で粘るも残り100m付近で力尽き、最終的には4着に終わった。帰国後初戦で宝塚記念では、直線で1度は先頭に立つが、残り100mあたりでマリアライトらに交わされ4着で連覇はならなかった。これで4戦連続の4・5着と掲示板には載りながらも、前年とは異なり春は複勝圏内に入れなかった。
秋初戦の京都大賞典で3着と10カ月半ぶりに馬券に絡んだが、連覇を狙った天皇賞・秋では5番人気で9着に終わり、その後、再び香港に遠征しての香港カップはモーリスの4着だった。このレース後の12月21日に現役引退を発表、ブリーダーズ・スタリオン・ステーションで種牡馬入りする。

## 競走成績
| 競走日     | 競馬場 | 競走名          | 格   | 距離（馬場）  | 頭 数 | 枠 番 | 馬 番 | オッズ （人気） | 着順 | タイム （上り3F） | 着差 | 騎手         | 斤量 | 1着馬（2着馬）         |
| ---------- | ------ | --------------- | ---- | ------------- | ----- | ----- | ----- | --------------- | ---- | ----------------- | ---- | ------------ | ---- | ---------------------- |
| 2012.08.19 | 小倉   | 2歳新馬         |      | 芝1800m（良） | 14    | 8     | 13    | 010.8（03人）   | 01着 | R1:51.3（35.4）   | -0.1 | 川田将雅     | 54kg | （ミッキーサクセス）   |
| 0000.09.16 | 阪神   | 野路菊S         | OP   | 芝1800m（良） | 6     | 5     | 05    | 003.4（02人）   | 01着 | R1:47.7（34.7）   | -0.0 | 川田将雅     | 54kg | （サンマルホーム）     |
| 0000.11.10 | 東京   | 京王杯2歳S      | GII  | 芝1400m（良） | 16    | 1     | 01    | 016.6（07人）   | 02着 | R1:21.3（33.6）   | -0.1 | 川田将雅     | 55kg | エーシントップ         |
| 0000.12.16 | 中山   | 朝日杯FS        | GI   | 芝1600m（良） | 16    | 3     | 06    | 016.2（04人）   | 07着 | R1:34.0（36.2）   | -0.6 | C.ルメール   | 55kg | ロゴタイプ             |
| 2013.02.23 | 阪神   | アーリントンC   | GIII | 芝1600m（良） | 10    | 7     | 07    | 005.7（03人）   | 05着 | R1:35.6（34.6）   | -0.8 | 岩田康誠     | 57kg | コパノリチャード       |
| 0000.03.23 | 阪神   | 毎日杯          | GIII | 芝1800m（良） | 13    | 7     | 11    | 012.7（04人）   | 11着 | R1:48.4（34.6）   | -2.2 | D.バルジュー | 57kg | キズナ                 |
| 0000.04.14 | 中山   | 皐月賞          | GI   | 芝2000m（良） | 18    | 7     | 13    | 231.0（17人）   | 15着 | R1:59.9（37.6）   | -1.9 | 浜中俊       | 57kg | ロゴタイプ             |
| 0000.05.26 | 東京   | 東京優駿        | GI   | 芝2400m（良） | 18    | 3     | 06    | 238.2（17人）   | 07着 | R2:24.7（33.9）   | -0.4 | 川田将雅     | 57kg | キズナ                 |
| 0000.08.04 | 小倉   | 小倉記念        | GIII | 芝2000m（稍） | 15    | 4     | 06    | 008.2（05人）   | 02着 | R1:57.3（34.3）   | -0.2 | 川田将雅     | 53kg | メイショウナルト       |
| 0000.11.30 | 中京   | 金鯱賞          | GII  | 芝2000m（良） | 14    | 8     | 13    | 009.4（06人）   | 02着 | R2:00.0（35.6）   | -0.4 | 蛯名正義     | 54kg | カレンミロティック     |
| 0000.12.22 | 中山   | 有馬記念        | GI   | 芝2500m（良） | 16    | 4     | 08    | 081.1（14人）   | 12着 | R2:35.5（39.7）   | -3.2 | 蛯名正義     | 55kg | オルフェーヴル         |
| 2014.03.15 | 中京   | 中日新聞杯      | GIII | 芝2000m（良） | 18    | 7     | 13    | 011.8（04人）   | 03着 | R2:01.7（35.6）   | -0.0 | E.ペドロサ   | 56kg | マーティンボロ         |
| 0000.04.26 | 東京   | メトロポリタンS | OP   | 芝2400m（良） | 11    | 7     | 08    | 003.0（01人）   | 01着 | R2:25.2（34.5）   | -0.3 | A.シュタルケ | 56kg | （プロモントーリオ）   |
| 0000.06.01 | 東京   | 目黒記念        | GII  | 芝2500m（良） | 16    | 4     | 07    | 002.5（01人）   | 05着 | R2:31.2（35.3）   | -0.2 | 川田将雅     | 57kg | マイネルメダリスト     |
| 0000.07.13 | 福島   | 七夕賞          | GIII | 芝2000m（良） | 16    | 8     | 15    | 004.0（02人）   | 06着 | R1:59.5（36.0）   | -0.8 | 川田将雅     | 57kg | メイショウナルト       |
| 0000.11.09 | 東京   | AR共和国杯      | GII  | 芝2500m（良） | 18    | 8     | 17    | 009.2（06人）   | 05着 | R2:31.3（35.4）   | -0.8 | R.ムーア     | 57kg | フェイムゲーム         |
| 0000.12.06 | 中京   | 金鯱賞          | GII  | 芝2000m（良） | 14    | 8     | 13    | 011.9（06人）   | 04着 | R1:59.3（35.2）   | -0.5 | 幸英明       | 56kg | ラストインパクト       |
| 2015.01.04 | 中山   | 中山金杯        | GIII | 芝2000m（良） | 17    | 1     | 02    | 006.1（04人）   | 01着 | R1:57.8（34.4）   | -0.2 | F.ベリー     | 57kg | （ロゴタイプ）         |
| 0000.02.15 | 京都   | 京都記念        | GII  | 芝2200m（良） | 11    | 6     | 06    | 008.5（03人）   | 01着 | R2:11.5（33.9）   | -0.0 | 戸崎圭太     | 56kg | （スズカデヴィアス）   |
| 0000.03.22 | 阪神   | 阪神大賞典      | GII  | 芝3000m（良） | 10    | 7     | 07    | 007.3（03人）   | 06着 | R3:07.5（37.1）   | -1.6 | A.シュタルケ | 57kg | ゴールドシップ         |
| 0000.05.03 | 京都   | 天皇賞（春）    | GI   | 芝3200m（良） | 17    | 5     | 10    | 024.9（08人）   | 08着 | R3:15.2（35.5）   | -0.5 | C.ルメール   | 56kg | ゴールドシップ         |
| 0000.06.06 | 阪神   | 鳴尾記念        | GIII | 芝2000m（良） | 11    | 8     | 10    | 004.0（02人）   | 01着 | R1:58.8（34.8）   | -0.3 | 岩田康誠     | 57kg | （マジェスティハーツ） |
| 0000.06.28 | 阪神   | 宝塚記念        | GI   | 芝2200m（良） | 16    | 8     | 16    | 014.2（06人）   | 01着 | R2:14.4（34.8）   | -0.0 | 川田将雅     | 58kg | （デニムアンドルビー） |
| 0000.10.12 | 京都   | 京都大賞典      | GII  | 芝2400m（良） | 10    | 1     | 01    | 003.1（01人）   | 01着 | R2:23.6（32.3）   | -0.2 | 川田将雅     | 58kg | （サウンズオブアース） |
| 0000.11.01 | 東京   | 天皇賞（秋）    | GI   | 芝2000m（良） | 18    | 4     | 08    | 003.4（01人）   | 01着 | R1:58.4（33.7）   | -0.1 | 浜中俊       | 58kg | （ステファノス）       |
| 0000.11.29 | 東京   | ジャパンC       | GI   | 芝2400m（良） | 18    | 1     | 01    | 002.7（01人）   | 03着 | R2:24.8（34.3）   | -0.1 | 川田将雅     | 57kg | ショウナンパンドラ     |
| 0000.12.27 | 中山   | 有馬記念        | GI   | 芝2500m（良） | 16    | 2     | 04    | 004.5（02人）   | 05着 | R2:33.2（34.7）   | -0.2 | 川田将雅     | 57kg | ゴールドアクター       |
| 2016.04.03 | 阪神   | 産経大阪杯      | GII  | 芝2000m（良） | 11    | 2     | 02    | 003.0（01人）   | 04着 | R1:59.7（33.4）   | -0.4 | M.デムーロ   | 58kg | アンビシャス           |
| 0000.04.24 | 沙田   | QE2世C          | G1   | 芝2000m（稍） | 13    | 0     | 03    | 000.0（01人）   | 04着 | R2:02.3（00.0）   | -1.0 | J.モレイラ   | 57kg | Werther                |
| 0000.06.26 | 阪神   | 宝塚記念        | GI   | 芝2200m（稍） | 17    | 4     | 07    | 010.6（04人）   | 04着 | R2:13.0（36.7）   | -0.2 | C.ルメール   | 58kg | マリアライト           |
| 0000.10.10 | 京都   | 京都大賞典      | GII  | 芝2400m（良） | 10    | 8     | 10    | 004.4（02人）   | 03着 | R2:25.6（33.5）   | -0.1 | C.ルメール   | 58kg | キタサンブラック       |
| 0000.10.30 | 東京   | 天皇賞（秋）    | GI   | 芝2000m（良） | 15    | 8     | 15    | 011.1（05人）   | 09着 | 02:00.3（35.1）   | -1.0 | C.ルメール   | 58kg | モーリス               |
| 0000.12.11 | 沙田   | 香港C           | G1   | 芝2000m（良） | 12    | 0     | 06    | 000.0（07人）   | 04着 | R2.01.5（00.0）   | -0.6 | H.ボウマン   | 57kg | Maurice                |

- タイム欄のRはレコード勝ちを示す

## 種牡馬時代
引退後は種牡馬となり、ブリーダーズ・スタリオン・ステーションで繋養される。
2020年に初年度産駒がデビュー。7月4日、阪神競馬場の2歳新馬戦でジャカランダレーンがデビュー勝ちを収め、これが産駒の初勝利となった。
2022年6月28日大井競馬場で行われた優駿スプリントをプライルードが勝利して、産駒の重賞初勝利を挙げた。
2024年11月にブリーダーズ・スタリオン・ステーションを退厩した。

### 主な産駒

#### グレード制重賞優勝馬
- 2020年産
  - グリューネグリーン（2022年京都2歳ステークス）[25]

#### 地方重賞優勝馬
- 2019年産
  - プライルード（2022年優駿スプリント、アフター5スター賞、2024年川崎スパーキングスプリント）[26]
- 2020年産
  - エムエスドン（2022年ライデンリーダー記念）[27]
  - ミニアチュール（2023年金杯、あやめ賞、スプリングカップ、ダイヤモンドカップ、東北優駿、ひまわり賞、OROオータムティアラ、2024年ビューチフルドリーマーカップ、ヴィーナススプリント、すずらん賞、2025年フェアリーカップ）[28]

## 血統表
| ラブリーデイの血統              | ラブリーデイの血統                      | ラブリーデイの血統                      | （血統表の出典）                        | （血統表の出典）  |
| 父系                            | キングマンボ系/ミスタープロスペクター系 | キングマンボ系/ミスタープロスペクター系 | キングマンボ系/ミスタープロスペクター系 | [ § 2 ]           |
| 父 キングカメハメハ 2001 鹿毛   | 父の父Kingmambo 1990 鹿毛               | Mr. Prospector 1970 鹿毛                | Raise a Native                          | Raise a Native    |
| 父 キングカメハメハ 2001 鹿毛   | 父の父Kingmambo 1990 鹿毛               | Mr. Prospector 1970 鹿毛                | Gold Digger                             |                   |
| 父 キングカメハメハ 2001 鹿毛   | 父の父Kingmambo 1990 鹿毛               | Miesque 1984 鹿毛                       | Nureyev                                 | Nureyev           |
| 父 キングカメハメハ 2001 鹿毛   | 父の父Kingmambo 1990 鹿毛               | Miesque 1984 鹿毛                       | Pasadoble                               |                   |
| 父 キングカメハメハ 2001 鹿毛   | 父の母*マンファス Manfath 1991 黒鹿毛   | *ラストタイクーン 1983 鹿毛             | *トライマイベスト                       | *トライマイベスト |
| 父 キングカメハメハ 2001 鹿毛   | 父の母*マンファス Manfath 1991 黒鹿毛   | *ラストタイクーン 1983 鹿毛             | Mill Princess                           |                   |
| 父 キングカメハメハ 2001 鹿毛   | 父の母*マンファス Manfath 1991 黒鹿毛   | Pilot Bird 1983 鹿毛                    | Blakeney                                | Blakeney          |
| 父 キングカメハメハ 2001 鹿毛   | 父の母*マンファス Manfath 1991 黒鹿毛   | Pilot Bird 1983 鹿毛                    | The Dancer                              |                   |
| 母 ポップコーンジャズ 2000 鹿毛 | 母の父ダンスインザダーク 1993 鹿毛      | *サンデーサイレンス 1986 青鹿毛         | Halo                                    | Halo              |
| 母 ポップコーンジャズ 2000 鹿毛 | 母の父ダンスインザダーク 1993 鹿毛      | *サンデーサイレンス 1986 青鹿毛         | Wishing Well                            |                   |
| 母 ポップコーンジャズ 2000 鹿毛 | 母の父ダンスインザダーク 1993 鹿毛      | *ダンシングキイ 1983 鹿毛               | Nijinsky II                             | Nijinsky II       |
| 母 ポップコーンジャズ 2000 鹿毛 | 母の父ダンスインザダーク 1993 鹿毛      | *ダンシングキイ 1983 鹿毛               | Key Partner                             |                   |
| 母 ポップコーンジャズ 2000 鹿毛 | 母の母グレイスルーマー 1994 栗毛        | *トニービン 1983 鹿毛                   | *カンパラ                               | *カンパラ         |
| 母 ポップコーンジャズ 2000 鹿毛 | 母の母グレイスルーマー 1994 栗毛        | *トニービン 1983 鹿毛                   | Severn Bridge                           |                   |
| 母 ポップコーンジャズ 2000 鹿毛 | 母の母グレイスルーマー 1994 栗毛        | ディスクジョッキー 1990 栗毛            | *リアルシャダイ                         | *リアルシャダイ   |
| 母 ポップコーンジャズ 2000 鹿毛 | 母の母グレイスルーマー 1994 栗毛        | ディスクジョッキー 1990 栗毛            | シャダイチャッター                      |                   |
| 母系(F-No.)                     | (FN:19)                                 | (FN:19)                                 | (FN:19)                                 | [ § 3 ]           |
| 5代内の近親交配                 | Northern Dancer 5･5×5=9.38%             | Northern Dancer 5･5×5=9.38%             | Northern Dancer 5･5×5=9.38%             | [ § 4 ]           |
| 出典                            | 1. 2. 3. 4.                             | 1. 2. 3. 4.                             | 1. 2. 3. 4.                             | 1. 2. 3. 4.       |

- 全弟に2020年中日新聞杯、2022年目黒記念、2023年鳴尾記念を制したボッケリーニがいる[31]。
- その他の近親はペルースポート#主要なファミリーラインを参照。